# جيمس ديفيد باور الثالث
جيمس ديفيد باور الثالث (بالإنجليزية: J. D. Power)‏ هو شخصية أعمال وضابط أمريكي، ولد في 30 مايو 1931 في ورسستر في المملكة المتحدة.